# نيانكو ديز
أيام نيانكو (باليابانية: にゃんこデイズ، بالروماجي: nyanko deizu) هي سلسلة مانغا يابانية من تأليف ورسم تاراباغاني نشرت من قبل ميديا فاكتوري في مجلة كوميك كون [الإنجليزية]،  منذ اغسطس عام 2014 حتى 27 أكتوبر عام 2020، تم تجمع فصول المانغا في 5 مجلدات تانكوبون.  أنتجت إلى مسلسل أنمي تلفزيوني من قبل استوديو إي إم تي سكويريد، عرض الأنمي في 8 يناير عام 2017 واستمر عرضه حتى 26 مارس عام 2017، وتكون من 12 حلقة.

## القصة
تدور أحداث القصة عن توموكو كوناغاي هي فتاة في المدرسة الثانوية خجولة جدًا ولديها عدد قليل من الأصدقاء للتحدث معهم في المدرسة، وتفكر دائمًا في قططها الثلاث "ما" و "رو" و "شي". وتصادق توموكو زميلتها أزومي، وهي فتاة تحب القطط أيضًا.

## الشخصيات
يوكو كوناغاي (باليابانية: 小長井 友子، بالروماجي: Konagai Yūko)
أداء صوتي: أكاري أويهارا
ما (باليابانية: まー، بالروماجي: Maa)
أداء صوتي: إيبوكي كيدو
شي (باليابانية: しー، بالروماجي: Shii)
أداء صوتي: إيري يامازاكي [الإنجليزية]
رو (باليابانية: ろー، بالروماجي: Ro)
أداء صوتي: ميكاكو كوماتسو
آزومي شيراتوري (باليابانية: 白鳥 あづみ، بالروماجي: Shiratori Azumi)
أداء صوتي: ناومي أوزورا
أراشي إيكيتاني (باليابانية: 池谷 嵐، بالروماجي: Iketani Arashi)
أداء صوتي: كازوسا أرانامي
إيلزا (باليابانية: エルザ، بالروماجي: Eruza)
أداء صوتي: مايو أودونو

## وصلات خارجية
- الموقع الرسمي باللغة اليابانية
- أيام نيانكو على موقع ComicWalker باللغة اليابانية
- موقع الأنمي الرسمينباللغة اليابانية
- نيانكو ديز على موقع ANN anime (الإنجليزية)
- نيانكو ديز على موقع ANN manga (الإنجليزية)